# Melaleuca styphelioides
Melaleuca styphelioides är en myrtenväxtart som beskrevs av James Edward Smith. Melaleuca styphelioides ingår i släktet Melaleuca och familjen myrtenväxter. Inga underarter finns listade i Catalogue of Life.

## Bildgalleri

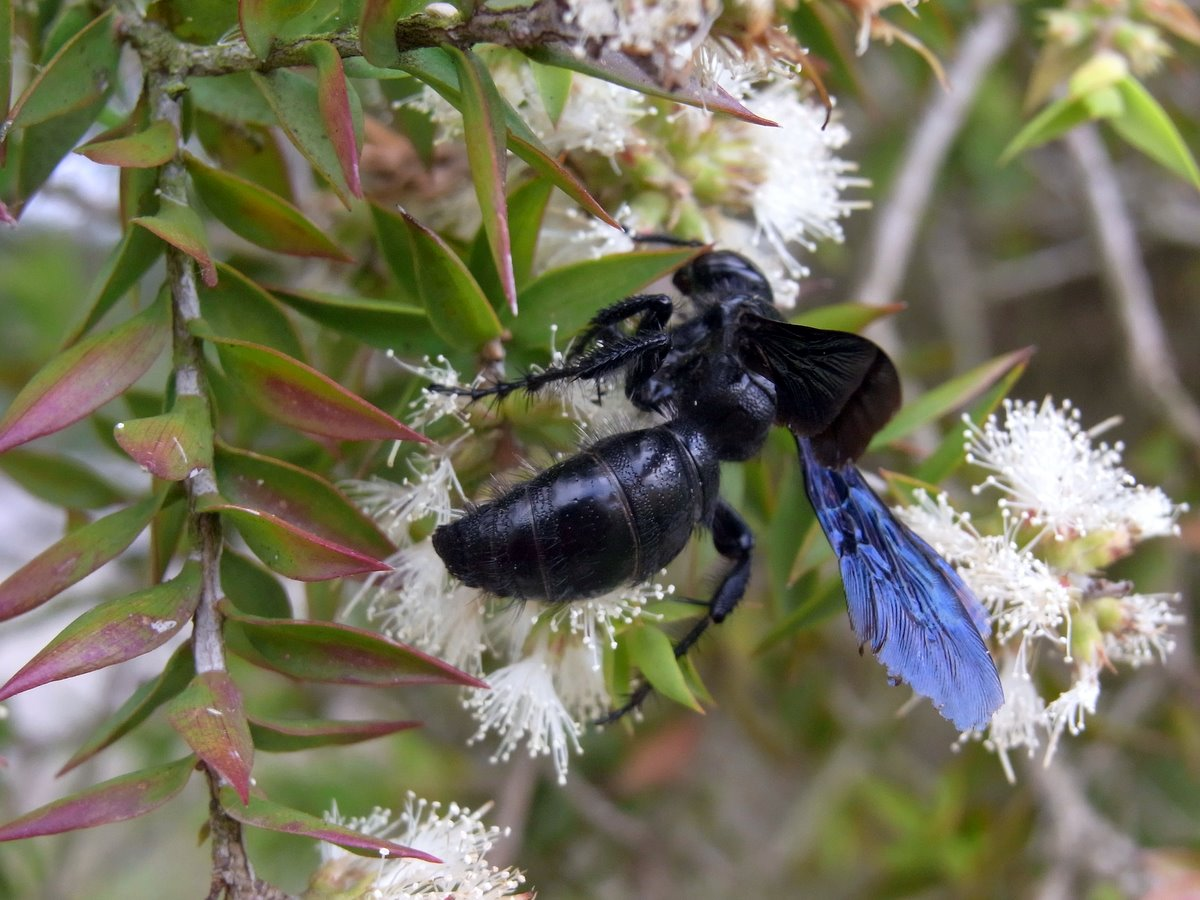
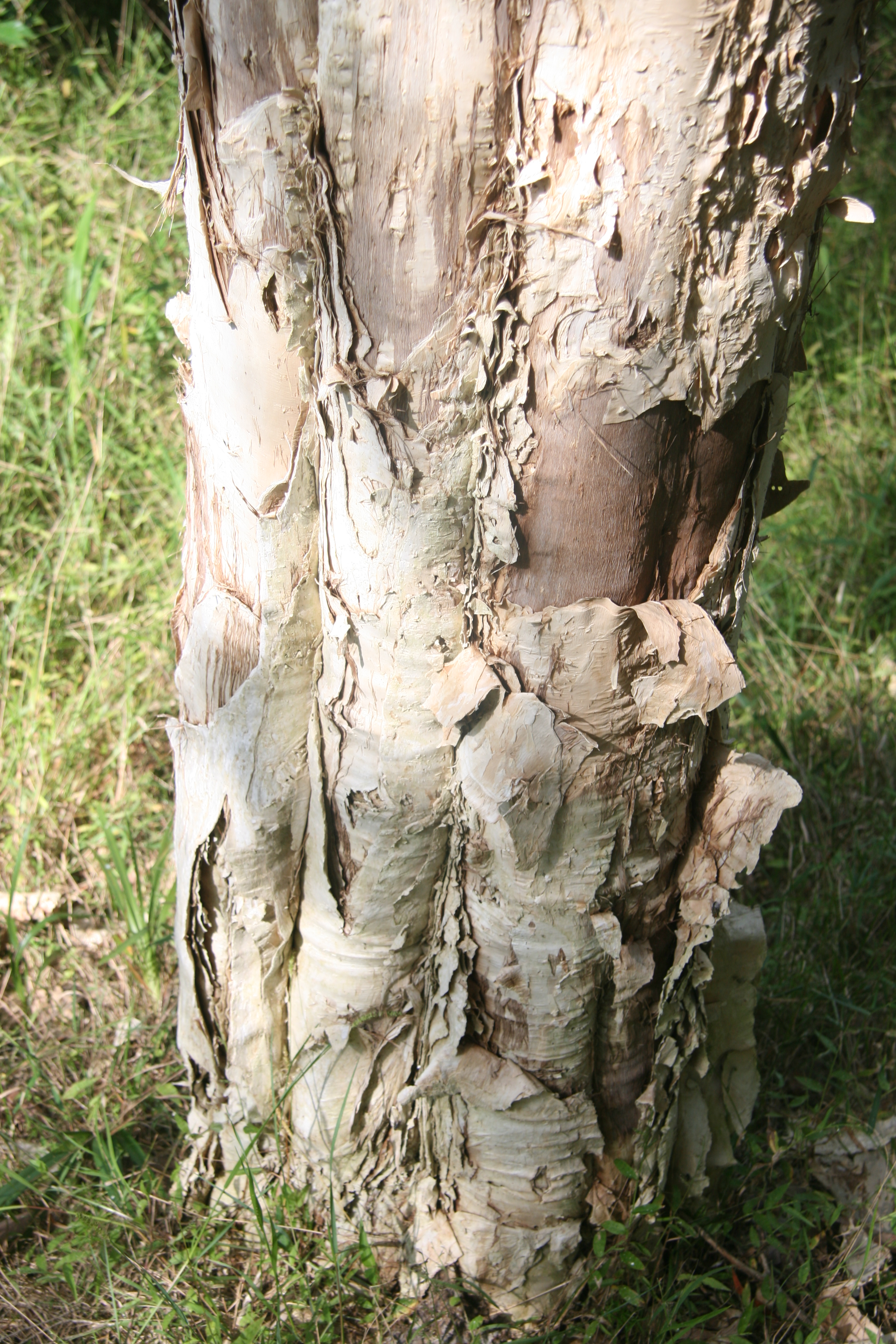